# Tomas Džon Votson
Tomas Džon Votson Senior (engl. Thomas John Watson Sr., 17. februar 1874. - 19. jun 1956) bio je američki biznismen i direktor kompanije IBM. Nadgledao je rast kompanije u međunarodnu silu u periodu od 1914. do 1956. godine. Votson je razvio IBM-ov stil menadžmenta i poslovne kulture na osnovu iskustva u kompaniji NCR Džona Henrija Patersona. Kompaniju je pretvorio u visoko efektivnu organizaciju okrenutu prodaji koja se zasnivala na tabelarnim mašinama koje su radile na principu bušenih kartica. Bio je vodeći, samostalno formirani industrijalac, jedan od najbogatijih ljudi svog vremena i u godini svoje smrti 1956. proglašen je za najvećeg i najboljeg prodavca.

## Detinjstvo, mladost i karijera
Tomas Džon Votson je rođen u Kembelu, u američkoj saveznoj državi Njujork kao peto dete i jedini sin Tomasa i Džejn Fulton Vajt Votson. Imao je četiri starije sestre - Dženi, Efi, Lua i Emu. Njegov otac se bavio preradom drvne građe u blizini Pejnted Posta, nekoliko kilometara zapadno od Elmire u južnoj regiji države Njujork. Tomas je radio na porodičnoj farmi u Istočnom Kembelu i pohađao školu District School Number Five krajem 70-ih godina 19. veka. U tinejdžerskim godinama, Votson je pohađao Addison Academy u gradu Adison u Njujorku.
Nakon što je od svog prvog posla predavača, odustao posle svega jednog dana, Tomas Votson je započeo godišnji kurs računovodstva i biznisa u trgovinskoj školi Miller School of Commerce u Elmiri. Školu je napustio 1891. godine i zaposlio se kao knjigovođa u Clarence Risley's marketu u Pejnted Postu, gde je radio za 6 dolara nedeljno. Godinu dana kasnije, pridružio se trgovačkom putniku Džordžu Kornvelu prodajući orgulje i klavire na okolnim farmama za lokalnu prodavnicu alata Vilijama Bronsona. To je bio Votsonov prvi posao u prodaji. Kada je Kornvel napustio ovaj posao, Votson je nastavio sam zarađujući 10 dolara nedeljno. Nakon dve godine, shvatio je da bi zarađivao 70 dolara nedeljno ako bi radio za proviziju. Ogorčen ovakvim otkrićem, napustio je posao i odselio se iz svog poznatog okruženja u obližnju metropolu Bufalo.
Nakon toga je, kako Tom Votson Junior navodi u svojoj autobiografiji, proveo kratak period prodajući mašine za šivenje za Vilera i Vilkoksa:
„Jednog dana, moj tata je otišao u bar kraj puta da proslavi prodaju i previše je popio. Kada se bar zatvorio, on je shvatio da mu je ukradeno zaprežno vozilo - konj, kočije i uzorci. Viler i Vilkoks su ga otpustili i zahtevali povraćaj izgubljene imovine. O tome se naravno pročulo i tati je trebalo više od godinu dana da pronađe stalan posao.”
O tome kako je kasnije primenio stroga pravila protiv konzumiranja alkohola u IBM-u, čak i van radnog vremena, Tom Votson kaže:
„O ovoj anegdoti se nikada nije saznalo u IBM-u, što je loše, jer je moglo da opravda očeva pravila koja su ljudi morali da poštuju decenijama.”
Votsonov sledeći posao bio je prodavanje akcija kompanija Buffalo Building i Loan Company za trgovca po imenu C.B. Baron, poznatog po neprimerenom ponašanju koje je Votson osuđivao. Baron je pobegao sa provizijama i kreditnim fondom. Votson je onda otvorio mesaru u Bufalu koja je ubrzo propala, a on je ostao bez novca, ulaganja i posla.

## NCR
Votson je u svojoj mesari imao NCR kasu koju je skoro nabavio i koju je otplaćivao na rate, te je morao da obavi prenos duga za kasu na novog vlasnika mesare. U poseti NCR-u, Votson je upoznao Džona J. Rejndža i pitao ga za posao. Odlučan da se pridruži ovoj kompaniji, neprestano je zvao Rejndža sve dok, posle puno bezuspešnih pokušaja, nije zaposlen u novembru 1896. godine kao Rejndžov šegrt za prodaju.
Predvođen Džonom Patersonom, NCR je bio jedna od vodećih organizacija orijentisanih na prodaju, a Džon J. Rejndž koji je bio menadžer ogranka u Bufalu, postao je očinska figura Votsonu i njegov uzor kada je u pitanju prodaja i menadžerski stil. U intervjuu 1952. godine, Votson je tvrdio da je od Rejndža naučio više nego od bilo koga drugog. Na početku, on je bio siromašni prodavac dok ga Rejndž nije uzeo pod svoje. A onda je postao najuspešniji prodavac na Istoku, zarađujući 100 dolara nedeljno.
Četiri godine kasnije, NCR je Votsonu dodelio upravljanje NCR-ovom agencijom u Ročesteru koja je bila u problemima. Kao agent, on je dobijao 35% provizije i odgovarao je direktno Hjuu Čalmersu, koji je bio drugi najviši u hijerarhiji NCR-a. Za četiri godine, Votson je Ročester učinio efektivnim monopolistom NCR-a koristeći tehniku izbacivanja glavnog konkurenta, Halvuda, iz posla, ponekad pribegavajući sabotaži konkurentskih mašina. Kao nagradu dobio je poziv u NCR-ovo sedište u Dejtonu, Ohajo.
Godine 1912, kompanija je proglašena krivom zbog kršenja Šermanovog antimonopolskog zakona. Paterson, Votson i još 26 NCR-ovih direktora i menadžera su bili optuženi za ilegalne trgovinske poslovne radnje u cilju smanjivanja konkurencije na tržištu i bili su osuđeni na godinu dana zatvora. Javnost nije lepo primila njihove osude zbog Patersonovih i Votsonovih napora da pomognu onima koji su bili pogođeni poplavama u Dejtonu, Ohaju, 1913. godine, ali napori da ih tadašnji predsednik Vudro Vilson pomiluje, bili su neuspešni. Međutim, dokazi o njihovoj krivici su bili opovrgnuti na osnovu žalbe 1915. godine, a kao razlog je naveden nedostatak dokaza.

## Predvodnik IBM-a
Čarls Ranlet Flint, koji je kao inženjer dizajnirao amalgamaciju (putem akvizicije akcija ) i tako formirao Computing-Tabulating-Recording Company (CTR), imao je poteškoća u vođenju pet kompanija istovremeno. Zaposlio je Votsona na mesto generalnog direktora 1. maja 1914. godine kada je pet kompanija brojalo oko 1300 zaposlenih. Jedanaest meseci kasnije, bio je imenovan za predsednika kada su sudski slučaji tokom njegovog zaposlenja u NCR-u bili rešeni. U roku od četiri godine, prihodi su bili duplirani na 9 miliona dolara. Godine 1924, preimenovao je firmu iz CTR u International Business Machines. Votson je izgradio IBM u tako dominantnu kompaniju da je federalna vlada 1952. godine primenila zakon protiv sprečavanja konkurencije na IBM. Svojevremeno, IBM je posedovao i iznajmljivao svojim kupcima više od 90 procenata ukupnog broja tabelarnih mašina u Sjedinjenim Američkim Državama. Kada je Votson preminuo, 1956. godine, IBM-ovi prihodi su iznosili 897 miliona dolara, a kompanija je brojala 72,500 zaposlenih.
Tokom svog života, Votson je sačuvao duboko interesovanje za internacionalne odnose, kako iz diplomatske, tako i iz poslovne perspektive. Bio je poznat kao nezvanični ambasador predsednika Ruzvelta u Njujorku i često je zabavljao strane državnike. U 2001. godini, u knjizi pod nazivom „IBM i Holokaust“, opisano je kako je gospodin Votson obezbedio tabelarnu opremu kojom je Hitler grupisao Jevreje. Danas se njegove Holerit mašine, zasnovane na bušenim karticama, nalaze u Holokaust Muzeju. Knjiga opisuje IBM-ove bušene kartice kao „karte sa standardizovanim rupama“, pri čemu svaka predstavlja različitu karakteristiku pojedinca. Kartica se ubacivala u „čitač“ i zatim sortirala. Bušene kartice su identifikovale Jevreje na osnovu njihovih imena. Svaka od njih je korišćena kao „bar kod 19. veka za ljudska bića“ (potrebna je referenca; 19. vek ne može biti tačan ). Godine 1937, izabran je za predsednika International Chamber of Commerce (ICC - ja) i iste godine na dvogodišnjem kongresu u Berlinu definisao cilj kongresa na sledeći način “Do mira u svetu kroz svetsku trgovinu”. Ta fraza je postala slogan i ICC-ja i IBM-a.
Votsonovo udruživanje diplomatije i biznisa nije uvek bilo hvaljeno. Tokom 1930-ih godina, IBM-ova nemačka filijala je bila njegovo najprofitabilnije delovanje u inostranstvu, a knjiga Edvina Bleka iz 2001. godine, IBM i Holokaust, dokazuje da ga je Votsonovo stremljene ka profitu dovelo do toga da lično odobri i predvodi IBM-ovu stratešku i tehnološku vezu sa Nacisičkom Nemačkom. Zapravo, kritičari ističu medalju „Reda nemačkog orla” koju je Votson dobio na Berlinskom ICC mitingu 1937. godine, kao dokaz da je bio počastvovan zbog pomoći koju su IBM-ova nemačka franšiza Dehomag i njene mašine, zasnovane na bušenim karticama, pružili nacističkom režimu, posebno kroz tabeliranje popisanih podataka (npr. lokacije Jevreja). Druga studija tvrdi da je Votson verovao, verovatno naivno, da je medalja bila odraz prepoznavanja njegovog višegodišnjeg rada u oblasti globalne trgovine i međunarodnog mira. Nakon manje od godinu dana od Berlinskog kongresa, na kome je polagao nade, izrazito protestuje protiv nemačke politike prema Jevrejima.
Zbog izrazitih stavova prema tom spornom pitanju, Votson je želeo da vrati svoje nemačko priznanje odmah nakon što ga je primio. Kada ga je ministar spoljnih poslova Hal posavetovao da to ne čini, odustao je od te ideje sve do proleća 1940. godine. Tada je Hal odbio da ga savetuje, a Votson je poslao natrag medalju u junu 1940. godine. Dehomag-ova uprava nije odobrila Votsonov postupak i uzela je u razmatranje odvajanje od IBM-a. Ovo se dogodilo kada je Nemačka objavila rat Sjedinjenim Državama u decembru 1941. godine, a nemački akcionari su preuzeli nadzor nad Dehomag-ovim operacijama. Međutim, tokom Drugog Svetskog rata, IBM-ove franšize u okupiranoj Evropi nikada nisu obustavile isporuku bušenih kartica u Dehomag, i skrivena dokumenta pokazuju da su seniorski izvršioci u IBM-ovim svetskim sedištima u Njujorku uložili velike napore da održe legalni autoritet nad Dehomag-ovim operacijama i aktivom kroz ličnu intervenciju IBM-ovih menadžera u neutralnoj Švajcarskoj, vodeći se ličnim komunikacijama i privatnim pismima.
Tokom ovog istog perioda, IBM se dublje uključio u rat na strani SAD-a, fokusirajući se na proizvodnju velike količine opreme za obradu podataka u vojne svrhe i eksperimentisanje sa analognim računarima. Votson, Senior, takođe je razvio „etički princip 1%“ koji se odnosio na ratni profit i kojim je IBM ovlašćen da prima ne više od 1% profita od prodaje vojne opreme vladi SAD-a. Votson je bio jedan od nekoliko generalnih direktora koji su razvili takvu politiku.
Godine 1941, Votson je primio treću najveću platu i kompenzacioni paket u SAD-u, 517,221 dolara, za koju je platio 69% poreza.
Votson je imao lični interes u ishod rata. Njegov najstariji sin, Tomas J. Votson Junior, pridružio se vazdušnom korpusu Sjedinjenih Američkih Država (United States Army Air Corps) gde je postao pilot bombarder. Uskoro je izabran za asistenta i ličnog pilota generala Foleta Bredlija, zaduženog za svu opremu koja je, po Zakonu o zajmu i najmu, dodeljena Sovjetskom Savezu od strane Sjedinjenih Država. Njegov najmlađi sin, Artur K. Votson, takođe se priključio vojsci tokom rata.
Votson je sarađivao sa lokalnim liderima u cilju osnivanja fakulteta u oblasti Bingamtona, gde je IBM osnovan i gde ima velika fabrička postrojenja. Godine 1946, IBM je obezbedio zemljište kao i novčana sredstva za Tripl Sitis Koledž (Triple Cities College), ogranak Univerziteta u Sirakjuzu. Kasnije je postao poznat kao Harpur Koledž, i naposletku se razvio u Univerzitet u Bingamtonu. Njegovu Školu inženjerstva i primenjenih nauka su nazvali Škola inženjerstva i primenjenih nauka Tomasa J. Votsona. Od tada se IBM-ova fabrika u susednom gradu Endikotu drastično smanjila.
Nakon Drugog svetskog rata, Votson je počeo da radi na širenju uticaja IBM-a po inostranstvu i 1949. je osnovao IBM World Trade Corporation kako bi nadgledao IBM-ovo inostrano poslovanje.
Osmog maja 1956. godine Votson se penzionisao, a njegov najstariji sin, Tomas Dž. Votson Junior, preuzeo je ulogu generalnog direktora. Preminuo je 19. juna 1956. godine na Menhetnu, Njujork. Sahranjen je na groblju u Slipi Holou, Njujork.

## Privatni život
Votson je oženio Dženet Kitredž, koja je poreklom iz ugledne porodice iz Dejtona, Ohajo. Venčali su se 17. aprila 1913. godine i imali su dva sina i dve ćerke.
1. Tomas Votson Junior je nasledio svog oca u ulozi predsednika IBM-a i kasnije postao američki ambasador u Sovjetskom Savezu tokom mandata Džimija Kartera.
2. Dženet Votson Irvin se udala za biznismena Džona N. Irvina II, kasnijeg američkog ambasadora u Francuskoj.
3. Helen Votson Bakner je postala važan filantrop u Njujorku.
4. Artur K. Votson bio je predsednik IBM World Trade korporacije, a kasnije je postao i ambasador u Francuskoj.

Kao demokrata (nakon podignute kriminalne optužnice od strane Taft administracije), Votson je bio vatreni pristalica Ruzvelta. Bio je jedan od najuglednijih biznismena u Demokratskoj stranci. Smatrali su ga za Ruzveltovog najjačeg pobornika među poslovnom zajednicom.
Vrhovni sud SAD-a je 1936. godine potvrdio odluku nižeg suda o tome da IBM, zajedno sa Remington Rend-om, mora prestati sa zahtevima da njegovi kupci kupuju bušene kartice isključivo od njih. Uprkos tome, presuda nije imala previše uticaja na profit IBM-a pošto je isti bio jedini značajan snabdevač na tržištu.
Votson je bio važan poverenik Univerziteta Kolumbija od 6. juna 1933. do svoje smrti. Isplanirao je izbor Dvajta D. Ajzenhauera za predsednika univerziteta i igrao veliku ulogu u Ajzenhauerovoj odluci da prihvati tu poziciju. Pored toga, služio je i kao upravnik Lafajete fakulteta, u kome studentski dom nosi njegovo ime.
Univerzitet u Ogltorpu mu je, 1939. godine, udelio počasnu diplomu doktora komercijalnih nauka.
Tokom četrdesetih godina 20. veka, bio je član nacionalnog izvršnog odbora Izviđača Amerike i na kratko je bio na poziciji komesara međunarodnog Skauta. E. Erner Gudman se priseća dana kada je stari Votson prisustvovao sastanku komesara međunarodnog Skauta u Švajcarskoj, gde je osnivač IBM-a zahtevao da ne bude postavljan na postolje. Pre završetka konferencije, Gudman se priseća Votsona „...koji sedi pokraj vatre, u izviđačkoj uniformi, čavrljajući „poput ostalih momaka””. Dobio je nagradu Srebrni bizon (Silver Buffalo) 1944. godine. Njegov sin, Tomas Junior, obavljao je funkciju nacionalnog predsednika Izviđača Amerike u periodu od 1964. do 1968. godine.
Votson je tokom 1955. bio član upravnog odbora stogodišnjeg komiteta na Koledžu Elmira i donirao je Votson Hol-u zgradu za muziku i matematiku.
Posthumno mu je dodeljeno mesto u dvorani slavnih U.S. Business Hall of Fame od strane neprofitne organizacije Dostignuća mladih 1990. godine.

## Poznata pripisivanja
Iako je Votson poznat po tome što je navodno izjavio „Smatram da postoji svetsko tržište za možda pet računara“, postoje oskudni dokazi da je on to zaista rekao. Pisac Kevin Mejni je pokušao da nađe izvor ovog citata, ali nije uspeo da pronađe nijedan Votsonov govor ili dokument koji je ovo sadržao, niti se to pominjalo ni u jednom savremenom članku o IBM-u.
Jedno od najranijih pripisivanja se može naći u nemačkom časopisu Der Spiegel iz 22. maja 1965. godine, gde piše da šef IBM-a, Tomas Votson, prvobitno nije bio zainteresovan za nove mašine, i kada su se prve velike zverke za računanje pojavile početkom 1950-ih i popunjavale čitave spratove sa hiljadu vakuumskih cevi koje su stvarale toplotu, on je, po uzoru na američku ekonomiju, pretpostavio tražnju na najviše pet.
Dalja pripisivanja nalazimo u knjizi „Eksperti govore” Kristofera Cerfa i Viktora S. Navaskog iz 1984. godine. Ipak, Cerf i Navaski su samo citirali knjigu Morgana i Langforda, „Činjenice i zablude”. Još jedan raniji izvor (15. maj 1985) je rubrika Nila Morgana, novinara lista San Diego Evening Tribune, koji je napisao: „Forest Šamvej, član upravnog odbora Signal Cos.-a, ništa ne predviđa. Njegov uzor je Tom Votson, nekadašnji predsedavajući IBM-a, koji je 1958. rekao: „Smatram da postoji svetsko tržište za možda pet računara”. Najraniji poznat citat na internetu je iz 1986. godine na Juznetu (енгл. Usenet) u potpisu postera Convex Computer Corporation korporacije gde je navedeno „Smatram da postoji svetsko tržište za možda pet računara“ – izjava pripisana Tomasu J. Votsonu (predsednik upravnog odbora IBM-a), 1943“. Svi prethodno navedeni izvori su preispitani od strane Erika Vajsa, urednika „Anala istorije računarstva”, u ACS pismima iz 1985.
Postoje dokumentovane verzije sličnih citata drugih ljudi iz perioda rane ere računara. Godine 1946, gospodin Čarls Darvin (unuk poznatog prirodnjaka), predvodnik britanskog NPL-a (National Physical Laboratory), gde se odvijalo naučno istraživanje računara, napisao je:
„Veoma je moguće da bi... jedna mašina zadovoljila rešavanje svih problema čiji zahtevi stižu iz cele države”.
Godine 1985,, o priči se diskutovalo na Juznetu, bez pominjanja Votsona. Originalna diskusija nije sačuvana, ali objašnjenje jeste; pripisuje se jedan veoma sličan citat profesoru matematike na Kembridžu, Daglasu Hartriju, oko 1951. godine:
„Otišao sam da posetim profesora Daglasa Hartrija, koji je izgradio prve diferencijalne analizatore u Engleskoj i koji je imao više iskustva u korišćenju ovih specijalizovanih računara od bilo koga drugog. Rekao mi je da, po njegovom mišljenju, sva računanja koje će ikada biti potrebna u ovoj zemlji, moći će da se odrade na tri digitalna računara koji su tada bili u procesu izrade – jedan u Kembridžu, jedan u Tedingtonu i jedan u Mančesteru. Niko drugi, rekao je on, nikada neće imati potrebu za svojim mašinama, niti će biti u mogućnosti da ih priušti”.
Hauard H. Ajken dao je sličnu izjavu 1952. godine:
„Prvobitno se smatralo da kada bi postojalo pola tuce računara u ovoj zemlji, skriveni u naučnim laboratorijama, oni bi mogli da se postaraju o svim zahtevima koje bismo imali u zemlji.”
Priča je opisana kao mit već 1973. godine; „Economist” je objavio citat gospodina Maneja u kome „otkriva da Votson nikada nije izneo često citirano predviđanje o tome da će postojati „svetsko tržište za možda pet kompjutera.”
Kako ovakva pripisivanja obično služe da pokažu netačnosti predviđanja, da je Votson dao takvo predviđanje 1943. godine, onda bi, kao što je Gordon Bel istakao kroz osnovnu poentu svog govora na proslavi pedesetogodišnjice ACM-a, predviđanje bilo istinito u narednih deset godina.
IBM-ovе arhivе često postavljanih pitanja beleže ispitivanja o tome da li je izjavio 1950-ih godina da je predvideo potencijal tržišta za samo pet elektronskih računara. Zvanični dokument poriče, ali citira njegovog sina i tadašnjeg predsednika IBM-a Tomasa J. Votsona, Juniora, na godišnjem sastanku akcionara, 28. aprila 1953. godine, govoreći o IBM 701 elektronskoj mašini za obradu podataka, koju definiše kao „prvi proizvedeni računar kompanije koji je dizajniran za naučna računanja“. Izjavio je:„IBM je razvio plan za takvu mašinu i dostavio je ovaj plan 20 preduzeća širom zemlje za koje je verovao da bi mogli da koriste takvu mašinu. Voleo bih da vam kažem da se mašina izdaje za od 12,000 do 18,000 dolara mesečno, i da samim tim to nije tip stvari koji bi se prodavao od mesta do mesta. Međutim, kao rezultat našeg putovanja, na kome smo očekivali porudžbinu od pet računara, vratili smo se kući sa 18 porudžbina“. Votson Junior, kasnije je u svojoj autobiografiji prikazao malo drugačiju verziju priče, gde je izjavio da je inicijalni tržišni uzorak nagovestio 11 mušterija i za 10 više potencijalnih porudžbina.

## Čuveni moto
„THINK” – Votson je počeo da koristi „THINK” da motiviše, ili da inspiriše, osoblje dok je bio zaposlen u NCR-u i nastavio je da ga koristi u CTR-u. IBM je obeležje „THINK” zaštitio kao svoje autorsko pravo 6. juna, 1935. godine, sa opisom „periodične publikacije”. Ovo obeležje je podneto kao zaštitni znak četrnaest godina pe nego što je kompanija podnela zahtev za autorska prava na reč IBM. U biografskom članku iz 1940-ih godina zabeleženo je da se „ova reč nalazi na najupadljivijem zidu svake sobe u svakoj zgradi IBM-a. Svaki zaposleni nosi sa sobom THINK svesku u kojoj beleži svoje inspiracije. Kancelarijski pribor kompanije, notesi, svi oni nose natpis, THINK. Mesečni časopis pod nazivom „Think“ se dodeljuje zaposlenima“. THINK ostaje kao deo IBM-ove korporativne kulture; u pozadini, bila je to inspiracija u imenovanju IBM-ove uspešne linije noutbuk računara, IBM ThinkPad. U 2007. godini, kreditna unija IBM Mid America Employees Federal Credit Union promenila je ime u Think Mutual Bank.

## Literatura
- Skillman, David Bishop (1932). The Biography of a College: Being the History of the First Century of the Life of Lafayette College. Easton, Pennsylvania: Lafayette College.
- Black, Edwin (2001). IBM and the Holocaust. Crown Publishers.
- Belden, Thomas; Belden, Marva (1962). The Lengthening Shadow: The Life of Thomas J. Watson. Little, Brown and Company.
- Ridgeway, George L. (1938). Merchants of Peace: Twenty Years of Business Diplomacy Through the International Chamber of Commerce 1919–1938. Columbia University Press.
- Maney, Kevin (2003). The Maverick and His Machine: Thomas Watson, Sr. and the Making of IBM. John Wiley and Sons. ISBN 978-0-471-41463-6.
- Belden, Thomas Graham; Belden, Marva Robins (1962). The Lengthening Shadow: The Life of Thomas J. Watson. Boston: Little. OCLC 237220.. Brown and Co. 332 pp.
- Greulich, Peter E. (2011). The World's Greatest Salesman: An IBM Caretaker's Perspective: Looking Back. MBI Concepts Corporation. ISBN 978-0-9833734-0-7.. Austin, TX: MBI Concepts. . The bulk of the book consists of abridged texts from Watson's Men—Minutes—Money.
- Greulich, Peter E. (2012). Tom Watson Sr. Essays on Leadership: Volume 1, Democracy in Business. ISBN 978-0-9833734-3-8.. Austin, TX: MBI Concepts.  (electronic version only)
- Greulich, Peter E. (2012). Tom Watson Sr. Essays on Leadership: Volume 2, We Are All Assistants. ISBN 978-0-9833734-4-5.. Austin, TX: MBI Concepts.  (electronic version only)
- Greulich, Peter E. (2012). Tom Watson Sr. Essays on Leadership: Volume 3, We Forgive Thoughtful Mistakes. ISBN 978-0-9833734-5-2.. Austin, TX: MBI Concepts.  (electronic version only)
- Maney, Kevin (2003). The Maverick and His Machine: Thomas Watson, Sr. and the Making of IBM. ISBN 978-0-471-41463-6.. John Wiley & Sons
- Ridgeway, George L. (1938). Merchants of Peace: Twenty Years of Business Diplomacy Through the International Chamber of Commerce 1919–1938. Columbia University Press.. There is a 1959 revised edition.
- Rodgers, William H. (1969). THINK: A Biography of the Watsons and IBM. New York: Stein and Day. ISBN 978-0-8128-1226-8.
- Sobel, Robert (2000). Thomas Watson, Sr.: IBM and the Computer Revolution. Washington: BeardBooks. ISBN 978-1-893122-82-6.
- Tedlow, Richard S. (2003). The Watson Dynasty: The Fiery Reign and Troubled Legacy of IBM's Founding Father and Son. New York: HarperBusiness. ISBN 978-0-06-001405-6.
- Watson, Thomas J. (1934). Men—Minutes—Money: A Collection of Excerpts from Talks and Messages Delivered and Written at Various Times. IBM. OCLC 391485. Непознати параметар |orig-date= игнорисан (помоћ)
- Watson, Thomas J. (1948). World Peace through the United Nations. Newcomen Society. стр. 24.
- Watson, Thomas J. (1949). Human Relations. IBM. стр. 654.
- Watson, Thomas J. (1954). "As a Man Thinks ...": Thomas J. Watson, the Man and His Philosophy of Life as Expressed in His Editorials. IBM. OCLC 2478365.
- Watson, Thomas J., Jr.; Petre, Peter (2000). Father, Son & Co.: My Life at IBM and Beyond. Bantam Books. ISBN 978-0-553-38083-5. Непознати параметар |orig-date= игнорисан (помоћ)
- Wilson, John S.. (1959). Scouting Round the World. Blandford Press. стр. 186—272. OCLC 58863729.